# Rio Gepiu
O Rio Gepiu é um rio da Romênia, afluente do Canal coletor de Criş, localizado no distrito de Bihor.